# Trần Đức Trung
Trần Đức Trung (sinh ngày 14 tháng 10 năm 1991) là một cầu thủ bóng đá người Việt Nam hiện đang thi đấu ở vị trí tiền vệ cho câu lạc bộ bóng đá Quảng Nam tại giải bóng đá Hạng Nhất Quốc gia (V.League 2).